# 12157 Können
12157 Können è un asteroide della fascia principale. Scoperto nel 1973, presenta un'orbita caratterizzata da un semiasse maggiore pari a 2,4124676 UA e da un'eccentricità di 0,0948266, inclinata di 5,82090° rispetto all'eclittica.